# Толстая квакша
Толстая квакша (лат. Agalychnis dacnicolor) — вид бесхвостых земноводных из семейства Phyllomedusidae. Эндемик Мексики. Первоначально был описан в составе рода Phyllomedusa, затем в 1968 году выделен в отдельный монотипический род Pachymedusa, а в 2010 году включён в состав рода Agalychnis.

## Описание
Крупная ночная древесная лягушка (около 10 см). Общая окраска верха зеленоватая с отдельными белыми пятнами, низ белый. Ловят насекомых. Днём прячутся в норах, под камнями и бревнами. Самки крупнее самцов. Встречаются в Мексике.